# Adetomeris olivacea
Adetomeris olivacea är en fjärilsart som beskrevs av Butler 1882. Adetomeris olivacea ingår i släktet Adetomeris och familjen påfågelsspinnare. Inga underarter finns listade i Catalogue of Life.